# Ghannouch (délégation)
Ghannouch est une délégation tunisienne dépendant du gouvernorat de Gabès.
En 2004, elle compte 22 681 habitants dont 11 717 hommes et 10 964 femmes répartis dans 3 673 ménages et 3 700 logements.